# Josef Schwab (Musiker)
Josef Schwab (* 1934 in Jagonak (Ungarn)) ist ein deutscher Cellist.

## Leben
Schwab studierte bei August Eichhorn an der Hochschule für Musik Leipzig Violoncello. Er war dann bis 1962 dort als Aspirant und Assistent tätig. Ab 1962 wirkte er als Solocellist im Orchester der Komischen Oper Berlin. 1965 nahm er dann zusätzlich auch eine Tätigkeit an der Hochschule für Musik Hanns Eisler in Berlin auf. 1976 erfolgte seine Berufung zum Professor. Er leitete eine große Zahl von Meisterklassen und gab als Solist eine Vielzahl von Konzerten in Europa und in Übersee.